# Большой Бродовой
Большой Бродовой — хутор в Белореченском районе Краснодарского края России. Входит в состав Школьненского сельского поселения.

## Географическое положение
Расположен в 7,3 км от центра поселения и в 23 км от районного центра.

## История
Согласно «Списку населённых мест Северо-Кавказского края» за 1925 год хутор входил в состав Новоалексеевского сельского совета Белореченского района Майкопского округа Северо-Кавказского края. На тот момент его население составляло 266 человек (136 мужчин и 130 женщин), общее число дворов — 58.
По данным поселенной переписи 1926 года по Северо-Кавказскому краю в Большом Бродовом имелось 61 хозяйство, проживало 279 человек (136 мужчин и 143 женщины), в том числе 251 украинец и 20 русских.

## Население
| 1925 | 1926 | 2002 | 2010 |
| ---- | ---- | ---- | ---- |
| 266  | ↗279 | ↘203 | ↗217 |

## Улицы
- пер. Вишнёвый,
- пер. Восточный,
- ул. Вишнёвая,
- ул. Центральная.

## Памятники
В окрестностях хутора находится ряд объектов археологического наследия: курганные группы «Бродовой 1» (4 насыпи), «Бродовой 4» (5 насыпей) и «Бродовой 5» (2 насыпи); курганы «Бродовой 2» и «Бродовой 3».